# جامعة السراج
جامعة السراج الاهلية هي جامعة أهلية عراقية تقع في مدينة الفلوجة ضمن محافظة الانبار ، أسست عام 2024، تضم العديد من الكليات العلمية والإنسانية.

## الكليات والأقسام
تضم 3 كليات وهي:
كلية طب الأسنان
كلية التقنيات الطبية والصحية وفيها الأقسام التالية:
قسم تقنيات صناعة الأسنان
قسم تقنيات التخدير
قسم تقنيات الأشعة والسونار
كلية الإدارة والاقتصاد وفيها الأقسام التالية:
قسم المحاسبة
قسم العلوم المالية والمصرفية